# Baptisttjärnen
Baptisttjärnen är en sjö i Ragunda kommun i Jämtland som ingår i Ljungans huvudavrinningsområde.